# Spiegelberg (Freiherren)
Die Freiherren von Spiegelberg waren eine Hochadelsfamilie aus dem Thurgau, welche die Burg Spiegelberg bei Wetzikon TG in der heutigen Schweiz besassen.
1209 wird Eberhard bei Mühlibach als Zeuge in einem Friedensschluss zwischen Hugo von Montfort und Abt Konrad von St. Johann im Thurtal genannt. 1218 bis 1222 wirkte Gisela († 1222) als Äbtissin der Fraumünsterabtei Zürich, während Ita nach 1270 dort Nonne war.
Elisabeth von Spiegelberg († 22. Februar 1308) war ab 1265 am Fraumünster als Konventfrau erwähnt. Von 1298 bis 1308 war Elisabeth Äbtissin am Fraumünster. Mit einer vom Bischof von Konstanz 1304 ausgestellten Urkunde anerkannte sie die Gültigkeit des Zürcher Richtebriefs auch für Streitigkeiten zwischen Geistlichen und der Bürgerschaft.
1270 besass ein Rudolf ein Haus in Zürich. Ein weiterer Eberhard trat 1252 in Altenklingen als Zeuge beim Verkauf der Burg des Ritters Kuno von Feldbach an die Beginen an der Bruck in Konstanz auf.